# Josep Juli major
Josep Juli major   (Barcelona - Barcelona, 1701), dit major per diferenciar-lo del fill homònim, va ser un mestre de cases català.

## Biografia
Pertanyent al llinatge dels Juli, va ser investit mestre vers el 1660 per la Confraria de mestres de cases i molers de Barcelona. Va participar en la construcció de l'última fase de la Casa de Convalescència i les obres de l'Hospital durant més de cinquanta anys. El 1680 va rebre l'encàrrec de la Companyia de Jesús de projectar la nova església de Betlem, que havia estat destruïda per un incendi l'octubre de 1671. En aquesta construcció, a banda d'ell hi van participar molts altres membres de la família Juli, pel que es fa difícil discernir quin va ser el paper de cadascun en l'obra. També va ser present en la construcció de la capella de Santa Maria de Cervelló a l'antiga església de la Mercè com a fermança dels seus fills. D'altra banda, en l'àmbit de la política municipal, Josep Juli va exercir els càrrecs de prohom, clavari i credencer i de 1688 a 1689 va ocupar el càrrec de conseller sisè, la més alta magistratura a la que podia aspirar un menestral.
Amb la seva esposa Maria Victòria va tenir de fills a Josep i Benet, ambdós van ser també mestres d'obres. Una de les seves filles va casar-se amb el mestre de cases del rei Pau Martí, i en termes generals Juli estava emparentat amb altres famílies de mestres d'obres.